# Juhász Ferenc (politikus)
Juhász Ferenc (Nyíregyháza, 1960. január 6. –) MSZP-s politikus, az első Gyurcsány-kormány honvédelmi minisztere, 2007-től a párt elnökhelyettese.

## Élete
Általános iskoláit Tiszadobon végezte. Gépjármű-technikai tagozaton végzett, 1978-ban érettségizett. 1981-ben Nyíregyházán tanítói diplomát szerzett. 1981-től a Szabolcs-Szatmár-Bereg megyei KISZ-bizottság munkatársa, majd első titkára volt. 1988-1991 között a Politikai Főiskola hallgatója volt, 1991-1993 között pedig elvégezte a Pénzügyi és Számviteli Főiskola adó- és pénzügyi szakát. 2003-2006 között pedig elvégezte JPTE Humánerőforrás-gazdálkodás szakát.
1991-ben az MSZP tagja lett, ahol kezdetben irodavezetőként dolgozott, majd 1994-ben országgyűlési képviselő lett. 1996-2002 között az Országgyűlés honvédelmi állandó bizottságának alelnöke volt. 1999-2000 között az MSZP frakcióvezető-helyettese.
2002-től honvédelmi miniszter volt a Medgyessy-kormányban, majd 2004-től 2006-ig az első Gyurcsány-kormányban. Az ő minisztersége alatt szüntették meg az általános hadkötelezettséget.2000-2007 között az MSZP alelnöke, 2007-2009 között az MSZP elnökhelyettese, 2009-től , 2012-ig, az elnökségi tagja. Négy gyermek édesapja, a legidősebb 1982-ben, a legkisebb 2014-ben született.
A Fővárosi Törvényszék 2015. november 19-én kihirdetett másodfokú, nem jogerős döntésével, megváltoztatva a Pesti Központi Kerületi BÍróság bűncselekmény hiányában  kihirdetett felmentő Ítéletét, két év, négy évre felfüggesztett szabadságvesztést és másfél millió forint pénzbüntetést szabott ki rá egy 2006-os ingatlanüggyel kapcsolatos hűtlen kezelés miatt. A vád szerint Juhász Ferenc tárcavezetőként megszegte a vagyonkezelési szabályokat, amikor engedélyezte, hogy Fapál László, egykori honvédelmi közigazgatási államtitkár 66 millió forint helyett 27 millió forintért megvegye a neki bérelt lakást.
A harmadfokú eljárásban 2016. június 20-án bűncselekmény hiányában,államtitkárával, Fapál Lászlóval együtt, felmentették, lezárva ezzel az "elszámoltatási" perek egyik nagy visszhangot kiváltó esetét.